# 瓦尔沃尔吉
瓦尔沃尔吉，是匈牙利佐洛州所辖的一个村，总面积25.04平方公里，总人口1052，人口密度42.0人/平方公里（2010年1月1日）。